# Stictoporella flexuosa
Stictoporella flexuosa is een mosdiertjessoort uit de familie van de Stictoporellidae. De wetenschappelijke naam van de soort is voor het eerst geldig gepubliceerd in 1878 door James.